# Каштелойнш (Віла-Нова-де-Фамалікан)
Каштелойнш (порт. Castelões; МФА: [kɐʃ.tɨ.ˈɫõjʃ]) — парафія в Португалії, у муніципалітеті Віла-Нова-де-Фамалікан. Розташована в північно-західній частині країни, на теренах історичної португальської провінції Дору-Міню. Входить до складу округу Брага. За адміністративним поділом, чинним до 1976 року, терени парафії були складовою провінції Міню. Належить до Бразької архідіоцезії Католицької церкви. Патрон — святий Яків. Площа — 3,5285 км². Населення — 2021 ос. (2011). Середньо урбанізований регіон. Густота населення — 572,76 осіб/км²
. Код — 031210.

## Населення
| Кількість мешканців | Кількість мешканців | Кількість мешканців | Кількість мешканців | Кількість мешканців | Кількість мешканців | Кількість мешканців | Кількість мешканців | Кількість мешканців | Кількість мешканців | Кількість мешканців | Кількість мешканців | Кількість мешканців | Кількість мешканців | Кількість мешканців |
| ------------------- | ------------------- | ------------------- | ------------------- | ------------------- | ------------------- | ------------------- | ------------------- | ------------------- | ------------------- | ------------------- | ------------------- | ------------------- | ------------------- | ------------------- |
| 1864                | 1878                | 1890                | 1900                | 1911                | 1920                | 1930                | 1940                | 1950                | 1960                | 1970                | 1981                | 1991                | 2001                | 2011                |
| 428                 | 374                 | 400                 | 418                 | 445                 | 431                 | 464                 | 715                 | 833                 | 1 064               | 1 054               | 1 276               | 1 582               | 1 746               | 2 021               |